# Ossoglutarato deidrogenasi

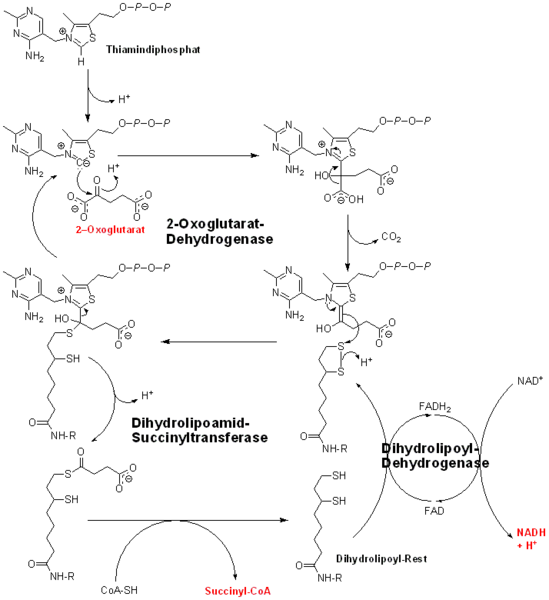
La reazione catalizzata dalla ossoglutarato deidrogenasi

La ossoglutarato deidrogenasi (nota anche come α-chetoglutarato deidrogenasi) è un complesso enzimatico appartenente alla classe delle ossidoreduttasi, noto principalmente per il suo ruolo nel ciclo di Krebs. Similarmente alla piruvato deidrogenasi, è composto di tre polipeptidi (E1, E2 ed E3) che si servono, rispettivamente, dei coenzimi tiamina pirofosfato, acido lipoico e FAD. 
La subunità E1 è detta 2-chetoglutarato deidrogenasi (numero EC 1.2.4.2), la E2 diidrolipoamide-succiniltransferasi (numero EC 2.3.1.61) e la E3 diidrolipoil deidrogenasi.
Sono state caratterizzate tre classi di complessi multienzimatici di questo tipo, una specifica per il piruvato, un'altra per il 2-ossoglutarato ed una per altri specifici α-chetoacidi contenenti una catena ramificata.
In Azotobacter vinelandii, la ossoglutarato deidrogenasi presenta una KM di 0,14 ± 0,04 mM ed una Vmax di 9 ± 3 µmol min−1 mg−1.

## Vie metaboliche
L'enzima partecipa a tre diversi pathway metabolici.
- Il ciclo di Krebs (KEGG: MAP00020 Archiviato il 12 giugno 2020 in Internet Archive.)
- La degradazione della lisina (KEGG: MAP00310 Archiviato il 22 novembre 2020 in Internet Archive.)
- Il metabolismo del triptofano (KEGG: MAP00380 Archiviato il 21 novembre 2020 in Internet Archive.)

### Ciclo di Krebs
La reazione catalizzata dall'enzima nel ciclo di Krebs è la seguente:
α-chetoglutarato + NAD+ + CoA → Succinil CoA + CO2 + NADH
La reazione consta di tre passaggi: l'iniziale decarbossilazione dell'α-chetoglutarato, l'ossidazione ed il trasferimento conclusivo del gruppo CoA, che forma il prodotto finale (succinil CoA). L'energia libera di Gibbs per questa reazione è pari a -30 kJ mol−1.
La ossoglutarato deidrogenasi è un punto chiave del sistema di regolazione del ciclo di Krebs. L'enzima è inibito dai prodotti di reazione (dal succinil CoA e dal NADH). Anche un'alta concentrazione di molecole ad alta energia (come ATP) può inibire l'attività dell'enzima.

## Patologia
Nella malattia metabolica dell'aciduria combinata malonica e metilmalonica (CMAMMA) dovuta alla carenza di ACSF3, è compromessa la sintesi mitocondriale degli acidi grassi (mtFASII), che è la reazione precursore della biosintesi dell'acido lipoico. Il risultato è un ridotto grado di lipoilazione di importanti enzimi mitocondriali, come il complesso dell'ossoglutarato deidrogenasi (OGDC).